# Flavio Aviano
Flavio Aviano (in latino Flavius Avianus; fine IV secolo – inizi V secolo d.C. ?) è stato uno scrittore romano.

## Biografia

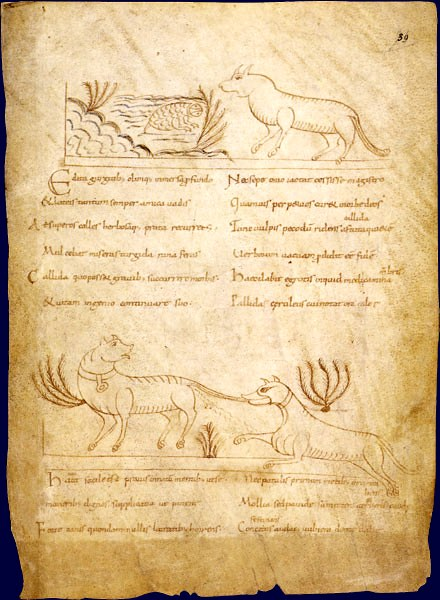
Illustrazione dalle Favole di Aviano, manoscritto latino del X secolo, Biblioteca nazionale di Francia (BNF)

Nulla, in realtà, si conosce della sua vita: si ipotizza solamente la sua probabile appartenenza ai circoli senatorii di Roma. Che fosse di buona cultura lo attesta la prefazione alla sua opera:
Tra coloro che l'hanno imitato, menzionerò Socrate, che ha introdotto le sue favole nelle sue opere divine, e Orazio, che ha adornato le sue poesie, perché, sotto l'apparenza di lievi battute, contengono insegnamenti saggi. Babrio, da parte sua, trasformandoli in giambico verso le conteneva in due volumi, e Fedro, poi, formava cinque libri.
Pubblico a mia volta, in un libro, quarantadue di queste favole, già tradotte in latino senza alcun ornamento, e le sviluppo in versi elegiaci. Avrai quindi un lavoro che ricreerà la tua mente, eserciterà la tua immaginazione, alleggerirà le tue preoccupazioni e ti mostrerà tutta la condotta della vita. Ho fatto parlare gli alberi; ho dato alle bestie feroci la sensibilità dell'uomo, agli uccelli il talento oratorio, le risate agli animali, al fine di prestare loro, se necessario, una morale che si adatti a ciascuno di essi.»
(Aviano, Praefatio, trad. di A. D'Andria)
Il dedicatario, dunque, Teodosio, si può identificare forse con Ambrogio Teodosio Macrobio, sicché Aviano potrebbe essere vissuto alla fine del IV secolo d.C.
Si tratta, dunque, di un favolista dilettante, autore di rifacimenti, forse imitando, come dice, o ispirandosi al greco Babrio e/o Fedro, in distici elegiaci di quarantadue favole esopiche.

## Fabulae
Le quarantadue favole di Aviano, come detto, riprendono modelli greci, e sonoː De nutrice et infanti; De testudine et aquila; De cancris; De vento et sole; De asino pelle leonis induto; De rana et vulpe; De cane qui noluit latrare; De camelo; De duobus sociis et ursa; De calvo; De ollis; De thesauro; De hirco et tauro; De simia; De grue et pavone; De quercu et harundine; De venatore et tigride; De quattuor iuvencis et leone; De abiete ac dumis; De piscatore et pisce; De luscinia; De cupido et invido; De Baccho; De venatore et leone; De fure et parvo; De leone et capella; De cornice et urna; De rustico et iuvenco; De viatore et fauno; De apro et coco; De mure et tauro; De pigro Tyrinthium frustra orante; De ansere ova aurea pariente; De cicada et formica; De simiae gemellis; De vitulo et bove; De leone et cane; De pisce et focis; De milite veterano; De pardo et vulpe; De olla cruda; De lupo et haedo.
Le Fabulae, nonostante abbiano uno scarso valore letterario, incontrarono molta fortuna nel corso dell'epoca medioevale: gli avionnet furono una delle due grandi fonti degli Isopet francesi.

## Edizioni
Dopo la prima edizione, di Hendrik Cannegieter, nel 1731, bisognerà aspettare il pieno Ottocento, prima con Lachmann (1845) e poi Wilhelm Fröhner per la Teubner (1862). Dopo la parentesi di Emil Baehrens, che inserì Aviano nei suoi Poetae Latini Minores (1879–1883), l'ultima edizione ottocentesca fu di Robinson Ellis, con The Fables of Avianus del 1887.
La più recente edizione critica è quella pubblicata da Francoise Gaide per Les belles lettres, nel 1980, mentre traduzioni italiane sono quelle di A. Guaglianone (Napoli, Casa editrice Armanni, 1958) - che aveva già approntato un'edizione critica per il Corpus Paravianum nel 1958 stesso.